# Cinco días sin Nora
Cinco días sin Nora és una pel·lícula mexicana d'humor negre dirigida i escrita per Mariana Chenillo (la seva òpera prima), i protagonitzada per Fernando Luján, Verónica Langer, Ari Brickman, Enrique Arreola i Angelina Peláez. Fou exhibida per primer cop al Festival Internacional de Cinema de Morelia el 6 d'octubre de 2008 i es va estrenar a les sales de cinema de Mèxic el 25 de setembre del 2009.

## Sinopsi
Abans de llevar-se la vida, Nora elabora un pla perquè José, el seu exmarit, hagi de fer-se càrrec de la cerimònia i els tràmits funeraris conforme a l'estipulat per la religió jueva. No obstant això, l'única falla del pla, una misteriosa foto oblidada sota l'armari, provocarà un inesperat desenllaç, i revelarà que les més grans històries d'amor s'amaguen en els llocs més petits.

## Repartiment
- Fernando Luján: José.
- Cecilia Suárez: Bárbara.
- Ari Brickman: Rubén.
- Enrique Arreola: Moisés.
- Angelina Peláez: Fabiana.
- Juan Carlos Colombo: Dr. Nurko.
- Silvia Mariscal: Nora adulta.
- Marina de Tavira: Nora joven.
- Max Kerlow: Rabino Jacowitz.
- Verónica Langer: Tía Leah.
- Martin LaSalle: Rabino Kolatch.
- Fermín Martínez: Portero.
- Juan Pablo Medina: José (joven).
- Arantza Moreno: Paola.
- Vanya Moreno: Laura.
- Daniela Tarazona: Mujer de ventas.
- Jaime Titkin: Suplente de rabino.

## Premis
Premis Còndor de Plata
| Categoria                        | Persona                          | Resultat |
| -------------------------------- | -------------------------------- | -------- |
| Millor pel·lícula iberoamericana | Millor pel·lícula iberoamericana | Nominada |

LII edició dels Premis Ariel.
| Categoria                   | Persona                           | Resultat   |
| --------------------------- | --------------------------------- | ---------- |
| Millor pel·lícula           |                                   | Guanyadora |
| Millor direcció             | Mariana Chenillo                  | Nominada   |
| Millor guió                 | Mariana Chenillo                  | Guanyadora |
| Millor edició               | Óscar Figueroa - Mariana Chenillo | Nominat    |
| Millor música original      | Darío González Valderrama         | Guanyador  |
| Millor maquillatge          | Mario Zarazúa - Alfredo Mora      | Guanyador  |
| Millor òpera prima          |                                   | Guanyadora |
| Millor actor                | Fernando Luján                    | Guanyador  |
| Millor coactuació masculina | Enrique Arreola                   | Nominat    |
| Millor coactuació femenina  | Angelina Peláez                   | Guanyadora |
| Millor coactuació femenina  | Veronica Langer                   | Nominada   |

Diosas de Plata
| Categoria                      | Nominat             | Resultat   |
| ------------------------------ | ------------------- | ---------- |
| Millor pel·lícula              |                     | Nominada   |
| Millor director                | Mariana Chenillo    | Nominada   |
| Millor guió                    | Mariana Chenillo    | Guanyadora |
| Millor edició                  | Óscar Figueroa      | Nominat    |
| Millor actor                   | Fernando Luján      | Nominat    |
| Millor coactuació masculina    | Enrique Arreola     | Nominat    |
| Millor coactuació femenina     | Angelina Peláez     | Nominada   |
| Millor paper de quadre masculí | Juan Carlos Colombo | Nominat    |

31è Festival Internacional de Cinema de MoscouJordi de Plata al millor director
Festival de Cinema Iberoamericà de Huelva